# Tistedal Station
Tistedal Station (Tistedal stasjon) var en jernbanestation på Østfoldbanen, der lå i Tistedal i Halden kommune i Norge.
Stationen åbnede 25. juli 1879 under navnet Femsøen men skiftede navn til Tistedalen 16. februar 1882 og til Tistedal i april 1921. Betjeningen med persontog ophørte 30. maj 1965, men stationen var fortsat bemandet indtil 17. marts 1969. Stationen er nu nedlagt, men den østlige del af stationsområdet er bevaret som sidespor. Desuden eksisterer stationsbygningen, der er opført i gulmalet træ efter tegninger af Balthazar Lange, stadig.
Jernbanen mellem Halden Station og Tistedal anses for at være en af de stejleste i Norge. På de 4 km mellem de to stationer er der en højdeforskel på 93 meter. Denne stigningsgrad overgås kun af Flåmsbanen.